# Alter Turm (Stölzinger Gebirge)
Der Alte Turm (auch Rodenberg genannt) ist ein 418,1 m ü. NHN hoher Berg des Stölzinger Gebirges im hessischen Landkreis Hersfeld-Rotenburg.

## Geographische Lage
Der Alte Turm ist Teil der zur Fulda hin geneigten Südabdachung des Stölzinger Gebirges. Er erhebt sich unmittelbar nördlich von Rotenburg an der Fulda. Von dieser Kleinstadt aus, zum Beispiel an der Bundesstraße 83 beginnend, ist der Gipfel des mit Buchen bewaldeten Bergs nur auf Waldwegen zu erreichen.

## Naturräumliche Zuordnung
Der Alte Turm gehört in der naturräumlichen Haupteinheitengruppe Osthessisches Bergland (Nummer 35) und in der Haupteinheit Fulda-Werra-Bergland (357) im Rahmen seines Gipfels zum Naturraum Stolzhäuser Rücken (357.41) im Norden, wobei sich die Naturräume Haselbach-Bebra-Bergland (357.40) im Osten und Rotenburger Fuldatal (357.12) im Süden anschließen.

## Burgruine Rodenberg
Auf dem Alten Turm befinden sich Reste der Burgruine Rodenberg, auch Rotenburg auf dem Alten Turm genannt, die 1170 erstmals urkundlich erwähnt wurde.